# بوتليخ
بوتليك (بالروسية: Ботлих) هي مدينة في جمهورية داغستان في روسيا.
يبلغ عدد سكانها حوالي 10845 نسمة.
حيث سكان هذه القرية ينحدرون من الغودوبيرون الافار